# José Jáuregui (hijo)
José Jáuregui fue un militar argentino que luchó en las guerras civiles argentinas, en la  guerra de la Triple Alianza y en la lucha con el indio.

## Biografía
José Jáuregui nació en la ciudad de Buenos Aires, República Argentina, hijo del teniente coronel José Jáuregui y de Antonia Mazariegos.
En 1857 fue dado de alta como aspirante en la Academia Militar y en 1860 pasó al Regimiento de Artillería Ligera. En 1861 fue promovido a portaestandarte en el ejército del Estado de Buenos Aires y asistió a la batalla de Pavón bajo el mando del coronel Benito Nazar.
En 1862 fue ascendido a alférez, permaneciendo de guarnición en la ciudad de Buenos Aires. Fue promovido a subteniente y el año siguiente a teniente 1.º, pasando a la isla Martín García.
Al estallar la Guerra del Paraguay en 1865, Jáuregui se incorporó al ejército del general Wenceslao Paunero, asistiendo a la recaptura de la ciudad de Corrientes el 25 de mayo de 1865, siendo condecorado por su actuación.
Luchó en la batalla de Yatay, en el sitio y rendición de Uruguayana, en Paso de la Patria, Estero Bellaco y Tuyutí. En 1867 fue dado de baja del ejército aliado y trasladado a Buenos Aires. Por esa campaña fue condecorado por los gobiernos de Uruguay y Brasil, y recibió los cordones de plata acordados por ley del Congreso.
Promovido a capitán, pasó a la brigada de artillería con asiento en Buenos Aires. En 1868 solicitó la baja por motivos de familia y en 1871 fue nuevamente dado de alta en el Regimiento N° 3 de Caballería de Guardia Nacional, siendo movilizado a la provincia de San Luis con el grado de sargento mayor. Esa designación motivó la oposición del ministro de guerra general Gainza, pero Jáuregui fue confirmado por el gobierno nacional.
Murió heroicamente en la frontera sur de San Luis, en Laguna de los Tapiales, el 2 de octubre de 1872 combatiendo contra los indios ranqueles.